# Jacques Julien Houtou de Labillardière
Jacques Julien Houtou de Labillardière (o La Billardière) (Alençon, Baixa Normandia, 28 d'octubre de 1755 - París, 8 de gener de 1834) va ser un botànic francès.
Estudià medicina a Montpeller i Reims, i el 1755 obtingué el seu doctorat a París. Interessat per la història natural, estudià a la Gran Bretanya amb Sir Joseph Banks (1743-1820) i Sir James Edward Smith (1759-1828). Després d'haver herboritzat la zona dels Alps i el Delfinat, va ser el responsable d'una missió a Xipre, Síria i Líban.
El 18 d'agost de 1792 va ser nomenat corresponsal de l'Acadèmia Reial de les Ciències. El mateix any, sota les ordres de Bruny d'Entrecasteaux, participà en la missió encarregada d'intentar trobar les naus La Boussole i L'Astrolabe de l'expedició de La Pérouse perdudes a Oceania. Malgrat el fracàs d'aquesta missió, les naus de l'expedició de socors efectuaren un reconeixement del sud-oest d'Austràlia, Tasmània, Nova Zelanda i les Antilles. Labillardière, Claude Antoine Gaspard Riche (1762-1798) i Étienne Pierre Ventenat (1757-1808) l'aprofitaren per recollir àmplies col·leccions de mostres zoològiques, botàniques i geològiques, i descriure els costums i les llengües dels aborígens australians.
Entretant, van esclatar les guerres revolucionàries, la seva nau va ser capturada pels holandesos a la seva arribada a Java i les seves col·leccions van ser enviades a la Gran Bretanya. El seu antic mestre Sir Joseph Banks va intercedir en favor seu i aconseguí que les autoritats britàniques li retornessin les col·leccions.
Labillardière tornà a París el 1796. Poc després va ser enviat a Itàlia com a membre de la comissió de les ciències i dels arts durant la campanya d'Itàlia del general Bonaparte, per tal d'enriquir les col·leccions dels museus nacionals. Publicà un relat del seu viatge a Oceania, Relation du voyage à la recherche de La Pérouse (Relació del viatge a la recerca de La Pérouse) (1799) que fou un èxit internacional. El 26 de novembre de 1800 fou escollit com a membre de l'Acadèmia de les Ciències. De 1804 a 1806, publica Novae Hollandiae plantarum specimen, una descripció extensiva de la flora d'Austràlia.
S'interessà igualment per la qualitat del Color indi i publica un estudi relatiu a la mesura del color d'aquest colorant. Amic de Louis-Augustin Bosc d'Antic (1759-1828), d'André Michaux (1746-1803), es va fer amic i corresponent de Jean-Marie Léon Dufour (1780-1865) i de Jean-Baptiste Bory de Saint-Vincent (1778-1846).
La seva obra és honorada amb diversos noms científics dedicats a ell, incloent-hi el gènere Billardiera (una apial) i l'espècie Poa labillardieri (del gènere Poa).